# Drozdowate
Drozdowate (Turdidae) – rodzina ptaków z rzędu wróblowych (Passeriformes). 

## Zasięg występowania
Rodzina obejmuje gatunki występujące w Afryce, Eurazji, Australii, Oceanii i Ameryce. Zależnie od klasyfikacji wyróżnia się różną liczbę gatunków: Kompletna lista ptaków świata UJ – 164, w tym 3 wymarłe; IOC – 172, HBW – 176 gatunków, w tym 2 (być może 4) wymarłe.

## Charakterystyka
Ptaki te charakteryzują się następującymi cechami:
- są małe lub średniej wielkości: długość ciała 11–33 cm, masa ciała 8–330 g[5]
- mają upierzenie zmienne, często w różnych odcieniach szarości, brązów i bieli; niekiedy, zwłaszcza u samców, z barwniejszymi elementami – niebieskimi, niebiesko opalizującymi (np. gwizdokosy Myophonus), czerwonymi czy zielonymi (liliogłowy Cochoa)[5]
- pożywieniem są głównie bezkręgowce, w szczególności owady; przedstawiciele większości gatunków zjadają też owoce[5]
- wiele z nich odznacza się bogatym repertuarem pieśni i pięknym śpiewem.

Około cztery gatunki wymarły; są to klarnetnik krótkodzioby (Myadestes myadestinus) i brązowy (M. (l.) woahensis, systematyka sporna), drozdoń boniński (Zoothera terrestris) i drozd reliktowy (Turdus ravidus). Klarnetnik blady (M. lanaiensis) jest klasyfikowany (2019) jako gatunek krytycznie zagrożony wyginięciem, być może już wymarły.

## Systematyka
Badania genetyczne i filogenetyczne wykazały, że wiele gatunków klasyfikowanych dotychczas w rodzinie drozdowatych w rzeczywistości jest bliżej spokrewnionych z muchołówkami (Muscicapidae), co doprowadziło do rewizji systematyki obu rodzin. Obecnie w rodzinie drozdowatych klasyfikowane są następujące podrodziny:
- Myadestinae S.F. Baird, 1864 – klarnetniki
- Turdinae Rafinesque, 1815 – drozdy